# Ute (gênero)
Ute é um gênero de esponja marinha da família Grantiidae.

## Espécies
- U. ampullacea (Wörheide & Hooper, 2003)
- U. armata (Hozawa, 1929)
- U. glabra (Schmidt, 1864)
- U. gladiata (Borojevic, 1967)
- U. pedunculata (Hozawa, 1929)
- U. spenceri (Dendy, 1892)
- U. spiculosa (Dendy, 1892)
- U. syconoides (Carter, 1886)
- U. viridis (Schmidt, 1868)